# 오이빗해파리목

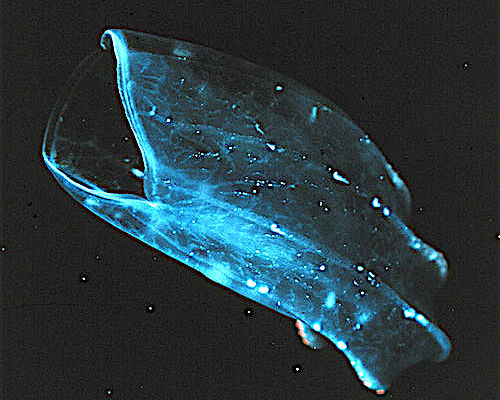
왼쪽에 입이 벌어진 오이빗해파리 해초류

오이빗해파리목(Beroidae)과는 빗해파리과에 속하는 유즐 동물의 한 종류로, 흔히 오이빗해파리(Beroids)라고 불린다. 오이빗해파리는 단형목인 오이빗해파리목(Beroida)과 무촉수강(Nuda)에서 유일하게 알려진 과이다. 이들은 어린 해파리와 성체 모두에서 촉수가 전혀 없다는 점에서 다른 빗해파리와 구별된다. 오이빗해파리목(Beroidae)에 속하는 종은 전 세계 모든 바다와 해양에서 발견되며 플랑크톤의 일부를 형성하는 자유 수영 동물이다.

## 해부
다양한 오이빗해파리속(Beroe)의 일부 구성원은 때때로 최대 30 센티미터 (12 in) 까지 길이가 자랄 수 있다. 대부분의 종과 개체는 약 10 미만이다. 10cm; 네이스 코르디게라(Neis cordigera) 는 종종 30 센티미터 (12 in) 초과하는 이 종 중에서 가장 큰 종 중 하나이다. 몸은 멜론 모양이나 원뿔 모양이며, 입과 목구멍이 크고, 위장관이 넓다. 많은 자오선 방향 수관들에 의해 칸들이 나뉘어져 있고 그 안의 간충질(間充質; 젤라틴 층)에 수많은 게실(憩室; diverticulae) 망이 만들어져 있다. 촉수는 없지만 분지된 유두가 일렬로 배열되어 있으며, 배측 끝부분 주위에 8자 모양을 형성한다.
오이빗해파리속(Beroe) 종의 자루 모양의 몸은 횡단면이 원통형이거나 종에 따라 다양한 정도로 압축되어 있는 반면, 네이스(Neis) 종 의 몸은 다소 납작하고 배 끝을 넘어 뻗어 있는 한 쌍의 젤라틴 같은 "날개"가 특징이다.
다른 빗해파리와 마찬가지로, 무촉수강(Nudans)의 몸벽은 젤리 같은 중교로 구분된 바깥쪽 표피 와 안쪽 복피로 이루어져 있다. 중교에는 많은 무촉수강(Nudans)종이 약간 분홍색을 띠게 하는 색소가 들어 있지만, 네이스 코르디게라(Neis cordigera)는 황색을 띠거나 진한 주황색-붉은색을 띠기도 한다.

### 입 벌리기
일부 무촉수강(Nudans)은 구강이 매우 커서 먹이를 통째로 삼킬 수 있다. 수영을 할 때, 특히 먹이를 쫓을 때는 입을 지퍼처럼 닫아 유선형의 모습을 유지한다. 입은 양쪽 끝에서 지퍼로 닫히고, 가장자리는 일시적인 세포 간 연결을 형성하여 닫힌다. 먹이에 가까워지면 입술을 수축하고 입을 급히 벌려 먹이를 빨아들인다. 이 동작은 되돌릴 수 있으며 입술을 다시 봉합할 수 있다. 먹이를 먹는 또 다른 방법은 입술을 벌려 먹이 위에 놓고 입술을 덮고 있는 칼 모양의 거대 섬모로 덩어리를 잘라내는 것이다. 입술은 양쪽 가장자리에 상피 세포의 접착성 띠가 있어서 밀봉되어 있다. 모든 종이 넓은 입을 가진 종에 특별히 적응된 것으로 보이는 이러한 스트립을 가지고 있는 것은 아니지만 작은 입 구멍을 가진 종은 보다 일반적인 방법으로 구멍의 개방을 제어할 수 있다.

### 거대섬모
입 개구부 바로 안쪽, 식도 점막에는 '거대섬모'라고 알려진 특징적인 손가락 모양 의 돌기가 있다. 이 증상은 1844년 J.G.F. Will이 처음으로 기술하였고, 1965년 George Adrian Horridge가 더욱 자세히 조사했다. 그는 이것이 단일 원뿔형 기능 단위에 2,000~3,000개의 필라멘트가 결합된 복잡한 구조라는 것을 발견했다. 각 거대섬모는 9개의 외부 미세소관과 2개의 내부 미세소관으로 이루어진 전형적인 진핵생물의 구조를 보여준다. 각각의 거대섬모는 길이가 50~60마이크로미터, 두께가 6~10마이크로미터이고, 섬모는 3개의 서로 다른 평면에 있는 영구 섬유에 의해 육각형 횡단면 구조로 결합되어 있다. 세관 시스템은 거대섬모가 자라는 기저체를 연결한다.
거대섬모는 일제 움직인다. 굴렛을 향해 각도를 이루고 있으며 지붕 기와처럼 서로 위에 쌓여 있다. 이런 배치를 통해 마치 컨베이어 벨트처럼 동기화된 파동으로 먹이의 일부를 효과적으로 잡아서 위장으로 운반하는데, 목의 근육이 이 과정을 촉진한다. 거대섬모의 3개 이빨 모양의 끝은 다른 유생동물과 같은 더 큰 먹이의 바깥쪽 벽을 찢을 수 있을 만큼 단단하며 동시에 단백질 분해 효소가 상처에 침투하여 희생자를 빠르게 무력화시킨다.
거대섬모는 이빨 역할도 하며, 유촉수류(Tentaculata)의 촉수와 같은 방식으로 사용될 수 있다.